# フローリアン・ゼレール
フローリアン・ゼレール（Florian Zeller、1979年6月28日 - ）は、フランス・パリ出身の作家、劇作家、脚本家。彼の作品は10ヶ国以上の言語に翻訳されている（英語版もある）。2004年に作品「Fascination of Evil（原題：La Fascination du Pire）」で、権威ある「アンテラリエ賞」を受賞している。また、他の作品についても、いくつかの脚本でモリエール賞を受賞している。英紙「インデペンデント」によれば、「現在フランス国内で最も魅力的な文学的才能の持ち主のひとり」ということである。

## 経歴
初めての小説「人工雪（英題：Artificial Snow）」を22歳の時に著す。その後すぐに、母校で教鞭を取って欲しいと依頼され、数年間パリ政治学院で文学を教える。第二作目である「愛人というかそんなもの（英題：Lovers or Something Like it）」は高く評価され、第三作目の「邪悪の魅惑（英題：Fascination of Evil）」（2004年のアンテラリエ賞受賞作）で、ゼレールの名前はフランスでは誰もが知るところとなった。西欧とイスラムとの関係に切り込んだ同作は、人々の間に論争を巻き起こし、ゴンクール賞にも選ばれた。ジュリアン・パルムという主人公がパリで思春期を過ごすという一人称の物語で、それまでの公然と性的な描写をするスタイルから、より知的な書き方の小説へと転換するものとなっている。
フローリアン・ゼレールはまた、フランスで最も良く知られた劇作家でもある。彼の最初の作品「もう一方（原題：L'Autre）」は繰り返し上演され、第三作「もし死ぬのなら（原題：Si tu mourais）」はフランス国内でクリスタル・グローブ賞の候補になった。女優レティシア・カスタが主役の「Elle t'attend」は。2008年秋にパリで初演された。2011年の作品「母（原題：La Mère）」はモリエール賞を受賞、さらに「真実（原題：La Vérité）」は欧州各国でも成功を収めた。
舞台用の最新作は『Le Père 父』（原題: Le Père）で、モリエール賞の最優秀脚本賞を受賞している。モリエール賞は演劇関連の賞としてフランス最高の栄誉とみなされている。本作はゼレール自らアンソニー・ホプキンスに当て書きし監督する映画『ファーザー』にリメイクされ、第93回アカデミー賞脚色賞を受賞した。
カトリーヌ・フロ、ピエール・アルディティ、ファブリス・ルキーニ、ロベール・イルシュといった有名な俳優たちが作品に出演している。作品を翻訳しているのは、クリストファー・ハンプトンである。
2022年には、『Le Fils 息子』を原作とした映画『The Son/息子』がゼレール自らの監督により制作された。

## 私生活
パリに居住。妻は元モデルで女優、彫刻家でもあるマリーヌ・デルテルム。マリーヌは彼の作品「調教」のパリ公演の際に中心となる役の一人を演じている。二人の間には2008年に生まれた息子、ロマンがいる。

## 著作一覧

### 小説 (and UK/US translations)
- Neiges artificielles, Flammarion, 2002 - Artificial Snow, amazon.co.uk, Artificial Snow, Pushkin Press
- Les Amants du n’importe quoi, Flammarion, 2003 - Lovers or Something Like it, Pushkin Press
- La Fascination du pire, Flammarion, 2004 (Prix Interallié) - The Fascination of Evil, Pushkin Press.
- Julien Parme, Flammarion, 2006 - Julien Parme, translated by William Rodarmor, Other Press, Julien Parme, Pushkin Press.
- La Jouissance, Gallimard, 2012.

### 戯曲
| 年   | タイトル                                       | 備考                                                                      |
| ---- | ---------------------------------------------- | ------------------------------------------------------------------------- |
| 2004 | Fascination of Evil La Fascination du pire     |                                                                           |
| 2004 | L'Autre                                        | Published by L'Avant scène théâtre]                                       |
| 2005 | Le Manège                                      | Published by L'Avant scène théâtre]                                       |
| 2006 | Si tu mourais                                  | (Prix Jeune Théâtre of the Académie française) - by L'Avant scène théâtre |
| 2008 | Elle t'attend                                  |                                                                           |
| 2010 | La Mére 母 La Mére                             |                                                                           |
| 2011 | 真実 La Vérité                                 |                                                                           |
| 2012 | Le Pére 父 Le Pére                             |                                                                           |
| 2013 | 誰も喋ってはならぬ！ Une Heure de tranquillité |                                                                           |
| 2014 | Le Mensonge                                    |                                                                           |
| 2018 | Le Fils 息子 Le Fils                           |                                                                           |

### 映画
| 年   | 題名                  | 役割             | 備考                               |
| ---- | --------------------- | ---------------- | ---------------------------------- |
| 2021 | ファーザー The Father | 監督・脚本・原作 | 自身の戯曲『Le Pére 父』の映画化   |
| 2023 | The Son/息子 The Son  | 監督・脚本・原作 | 自身の戯曲『Le Fils 息子』の映画化 |
| TBA  | Bunker                | 監督・脚本       |                                    |